# 梅拉斯島

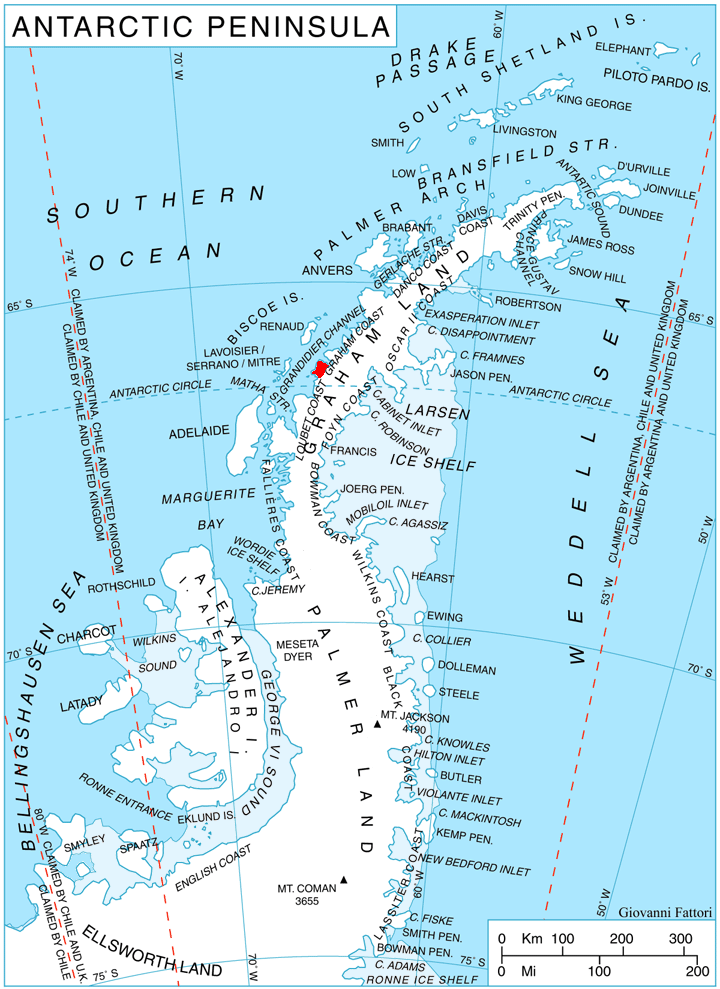

梅拉斯島（英語：Malus Island）是南極洲的島嶼，位於葛拉漢地西岸的盧貝海岸，處於埃文森角以南8公里的斯特雷舍半島西北岸，由英國探險隊繪入地圖，在1960年以法國物理學家命名，現時由南極條約體系管理。